# Lónguida – Longida
Lónguida – Longida település Spanyolországban, Navarra autonóm közösségben. Lónguida – Longida Agoitz, Urroz, Lizoain-Arriasgoiti - Lizoainibar-Arriasgoiti, Arce, Urraúl Alto, Urraúl Bajo és Izagaondoa községekkel határos. Lakosainak száma 301 fő (2024).

## Népesség
A település népessége az elmúlt években az alábbi módon változott:
| Lakosok száma | 291  | 307  | 312  | 315  | 316  | 318  | 309  | 298  | 280  | 301  |
|               | 2001 | 2004 | 2006 | 2009 | 2011 | 2014 | 2016 | 2019 | 2021 | 2024 |